# Камбія (Сьєрра-Леоне)
Камбія (англ. Kambia) — місто у Північно-Західній провінції Сьєрра-Леоне. Місто є адміністративним центром округу Камбія.

## Географія
Розташована за 200 кілометрів на північ від столиці, поблизу кордону з Гвінеєю-Бісау.

### Клімат
Місто знаходиться у зоні, котра характеризується мусонним кліматом. Найтепліший місяць — квітень із середньою температурою 28.6 °C (83.5 °F). Найхолодніший місяць — серпень, із середньою температурою 25.5 °С (77.9 °F).
| Клімат Камбії           | Клімат Камбії | Клімат Камбії | Клімат Камбії | Клімат Камбії | Клімат Камбії | Клімат Камбії | Клімат Камбії | Клімат Камбії | Клімат Камбії | Клімат Камбії | Клімат Камбії | Клімат Камбії | Клімат Камбії |
| Показник                | Січ.          | Лют.          | Бер.          | Квіт.         | Трав.         | Черв.         | Лип.          | Серп.         | Вер.          | Жовт.         | Лист.         | Груд.         | Рік           |
| Середня температура, °C | 26,4          | 27,7          | 28,4          | 28,6          | 27,7          | 26,5          | 25,6          | 25,5          | 26            | 26,4          | 27            | 26,5          | 26,9          |
| Норма опадів, мм        | 2             | 3.2           | 11.5          | 51            | 184.3         | 344.9         | 730.7         | 793.3         | 501.1         | 303.9         | 103.4         | 14            | 3043.3        |
| Днів з опадами          | 0             | 0,1           | 1,3           | 4,7           | 13,2          | 20,5          | 25,5          | 26,4          | 23,4          | 20,3          | 8,4           | 1,5           | 145,3         |
| Вологість повітря, %    | 64.5          | 64.7          | 64.1          | 67.4          | 74.4          | 81.4          | 85.5          | 87            | 84.3          | 81            | 77.9          | 69.5          | 75.1          |
| ----------------------- | ------------- | ------------- | ------------- | ------------- | ------------- | ------------- | ------------- | ------------- | ------------- | ------------- | ------------- | ------------- | ------------- |
| Джерело: Weatherbase    |               |               |               |               |               |               |               |               |               |               |               |               |               |